# Steve Scutt
Steve Scutt (* 18. März 1956) ist ein ehemaliger britischer Sprinter, der sich auf den 400-Meter-Lauf spezialisiert hatte.
Bei den Commonwealth Games 1982 in Brisbane erreichte er im Einzelbewerb das Halbfinale und gewann mit der englischen Mannschaft Gold in der 4-mal-400-Meter-Staffel.
1979 und 1981 wurde er Britischer Meister. Seine persönliche Bestzeit von 45,97 s stellte er am 14. September 1979 in London auf.
2009 wurde er wegen Betrugs zu 30 Monaten Haft verurteilt, weil er das Geld, das ihm Anleger für die Entwicklung und Vermarktung eines Energydrinks anvertraut hatten, veruntreut hatte.